# Họp báo

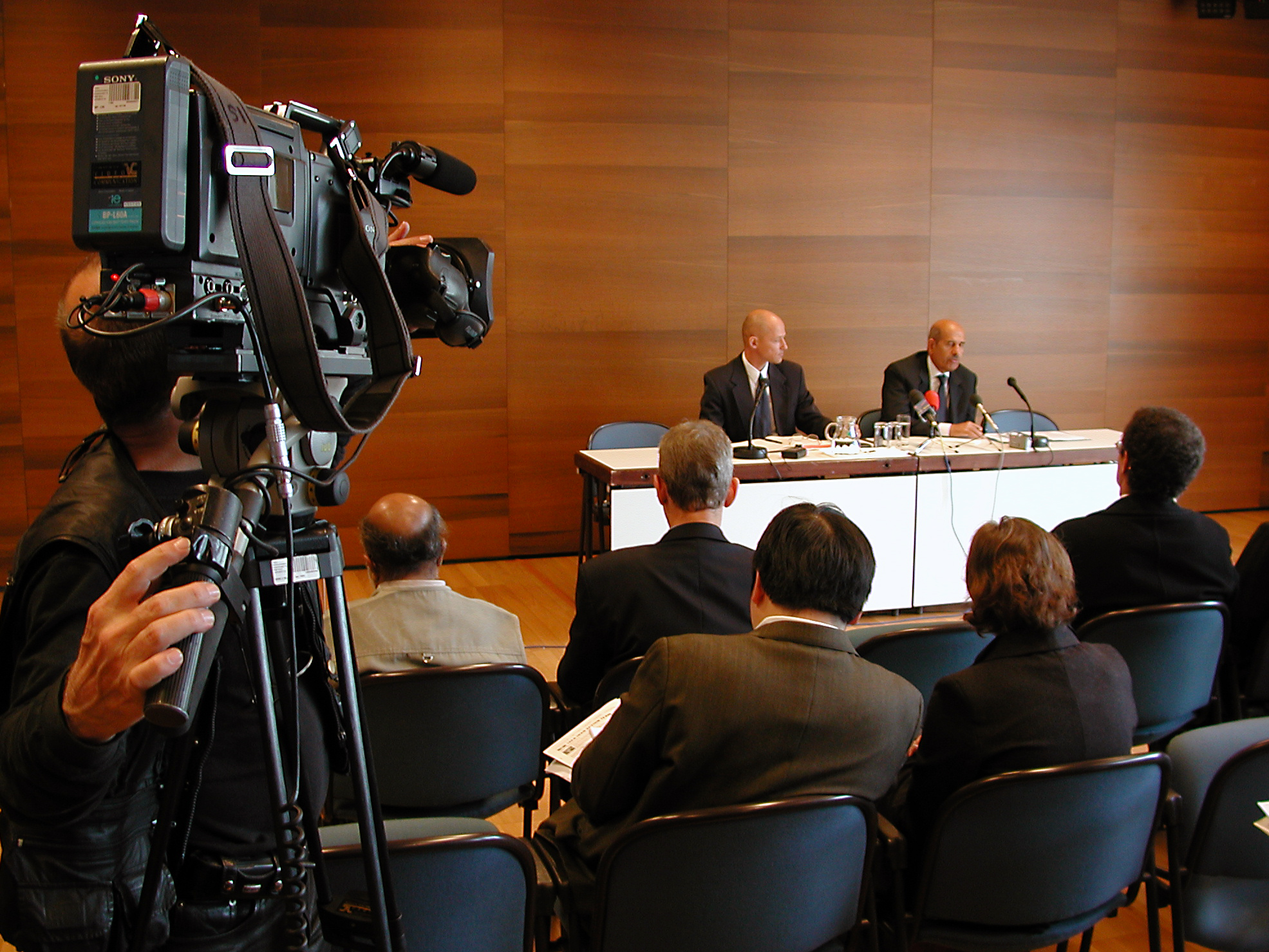
Quang cảnh một buổi họp báo

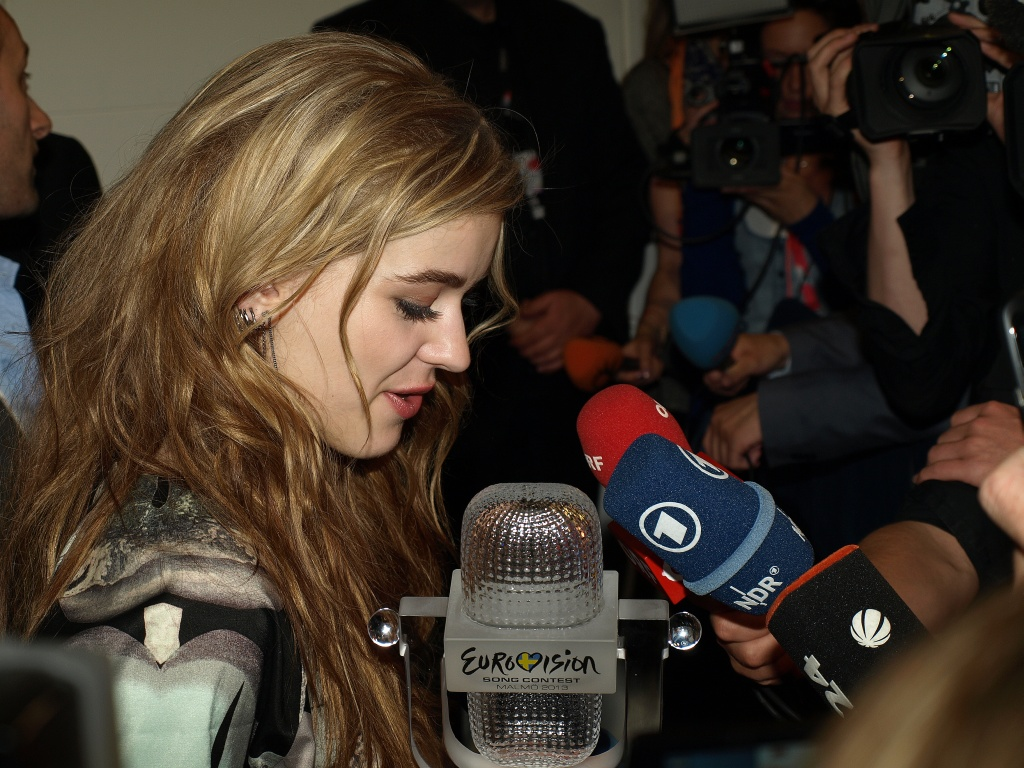
Một nữ nhân vật nổi tiếng trong buổi họp báo đang trả lời trước cánh báo chí, phóng viên

Họp báo (Press conference) hay còn gọi là buổi họp báo hoặc là cuộc họp báo là một sự kiện truyền thông trong đó các cá nhân hoặc tổ chức nổi tiếng mời cánh nhà báo, phóng viên đến nghe họ phát biểu, biện bạch phân trần và đặt câu hỏi. Các cuộc họp báo thường được tổ chức bởi chính trị gia, tập đoàn, tổ chức phi chính phủ (NGO) và những người tổ chức cho các sự kiện đáng đưa tin hoặc được dư luận quan tâm, nhất là trong tâm bảo cơn sốt truyền thông. Trong một cuộc họp báo, một hoặc nhiều diễn giả có thể đưa ra tuyên bố, phát ngôn, sau đó có thể có các câu hỏi từ phóng viên để được cung cấp thông tin, làm rõ sự việc, thể hiện quan điểm, lập trường, chính kiến. Đôi khi chỉ có câu hỏi, đôi khi có một tuyên bố mà không được phép đặt câu hỏi, sau đó sẽ ban hành các thông cáo báo chí. Một sự kiện truyền thông không có tuyên bố nào được đưa ra và không được phép đặt câu hỏi, được gọi là ghi hình. Ở một số quốc gia thì chính phủ có thể muốn công khai phiên họp của mình cho giới truyền thông chứng kiến các sự kiện, chẳng hạn như việc thông qua một đạo luật từ chính phủ trong cơ cấu quốc hội để đệ trình lên thượng viện, họ sẽ nhờ giới truyền thông, cánh báo chí phóng viên loan tin về sự kiện này thông qua phương tiện truyền thông. 

## Tổng quan

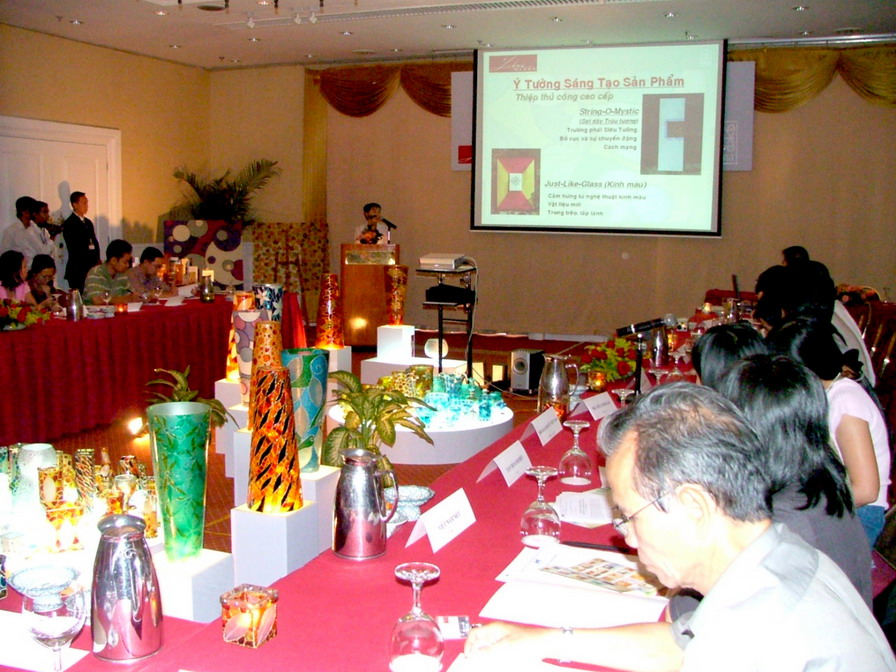
Một buổi họp báo ở Việt Nam

Các đài truyền hình và mạng lưới truyền hình Mỹ đặc biệt coi trọng các cuộc họp báo vì các chương trình tin tức truyền hình ngày nay phát sóng hàng giờ liền, hoặc thậm chí với tần suất liên tục, nên các biên tập viên luôn có nhu cầu về số lượng cảnh quay ngày càng lớn. Các cuộc họp báo thường được tổ chức bởi chính trị gia; bởi các đội thể thao; bởi những người nổi tiếng hoặc hãng phim; bởi các tổ chức thương mại để quảng bá sản phẩm; bởi luật sư để thông cáo về vụ kiện; và bởi hầu hết những người thấy lợi ích từ việc quảng cáo miễn phí do phương tiện truyền thông đưa tin. Một số người, bao gồm nhiều cảnh sát trưởng, miễn cưỡng tổ chức các cuộc họp báo để tránh phải làm việc riêng với các phóng viên. Một cuộc họp báo thường được thông báo bằng cách gửi một bản tư vấn hoặc thông cáo báo chí cho biên tập viên phụ trách, tốt nhất là trước đó khá lâu. Đôi khi chúng được tổ chức một cách tự phát khi một số phóng viên tụ tập xung quanh một người đưa tin. 
Các cuộc họp báo có thể được tổ chức ở bất cứ đâu, trong bối cảnh trang trọng như phòng ở Nhà Trắng dành riêng cho mục đích này hoặc không trang trọng như ngay trên đường phố trước hiện trường vụ án. Các phòng họp của khách sạn và tòa án thường được sử dụng để tổ chức các cuộc họp báo. Đôi khi các cuộc họp như vậy được ghi lại để báo chí sử dụng và sau đó phát hành. Ngày truyền thông (Media day) là một sự kiện họp báo đặc biệt, thay vì tổ chức một cuộc họp báo sau một sự kiện để trả lời các câu hỏi về sự kiện vừa diễn ra, một cuộc họp báo được tổ chức với mục đích duy nhất là giúp những người đưa tin có thể tiếp cận với giới truyền thông để trả lời các câu hỏi về các vấn đề chung và chụp ảnh, thường là trước khi một sự kiện hoặc một loạt sự kiện (chẳng hạn như một mùa giải thể thao) diễn ra. Trong hoạt động thể thao, các đội và giải đấu tổ chức các ngày truyền thông trước mùa giải và có thể tổ chức trước các sự kiện đặc biệt trong mùa giải như các trận đấu toàn sao và các trận chung kết.